# Сухарев, Алексей Яковлевич
Алексей Яковлевич Сухарев (1897—1968) — старшина Рабоче-крестьянской Красной Армии, участник Великой Отечественной войны, Герой Советского Союза (1944).

## Биография
Алексей Сухарев родился 4 октября 1897 года в селе Красное (ныне — Никольский район Пензенской области). После окончания курсов ветеринаров работал по специальности. В 1918—1922 годах проходил службу в Рабоче-крестьянской Красной Армии, участвовал в боях Гражданской войны. В августе 1941 года Сухарев повторно был призван в армию. С октября того же года — на фронтах Великой Отечественной войны.
К ноябрю 1943 года старший сержант Алексей Сухарев командовал отделением 219-го батальона инженерных заграждений 44-й отдельной инженерной бригады специального назначения 3-го Украинского фронта. Отличился во время битвы за Днепр. В ночь с 25 на 26 ноября 1943 года отделение Сухарева переправляло артиллерийские орудия на плацдарм на западном берегу Днепра в районе села Разумовка Запорожского района Запорожской области Украинской ССР. В ходе рейсов понтон Сухарева неоднократно получал пробоины, однако тот оперативно заделывал их и продолжал переправу.
Указом Президиума Верховного Совета СССР от 22 февраля 1944 года за «образцовое выполнение боевых заданий командования на фронте борьбы с немецкими захватчиками и проявленные при этом отвагу и геройство» старший сержант Алексей Сухарев был удостоен высокого звания Героя Советского Союза с вручением ордена Ленина и медали «Золотая Звезда» за номером 2724.
После окончания войны в звании старшины Сухарев был демобилизован. Проживал и работал в Никольске. Скончался 17 ноября 1968 года.
Был также награждён рядом медалей.

## Память
- В Никольске установлен бюст А. Я. Сухарева[1]..

Бюст Сухареву на Центральной площади г. Никольска Пензенской области.